# Plebejus lilacina
Plebejus lilacina är en fjärilsart som beskrevs av Tutt 1909. Plebejus lilacina ingår i släktet Plebejus och familjen juvelvingar. Inga underarter finns listade i Catalogue of Life.